# Riu de Carreu
El riu de Carreu és un riu de Catalunya, afluent per l'esquerra de la Noguera Pallaresa. Discorre pels termes d'Abella de la Conca i de Conca de Dalt, a la comarca del Pallars Jussà, aquest darrer dins dels antics termes d'Aramunt i d'Hortoneda de la Conca.

## Etimologia
“Carreu” és el topònim que dona nom tant al riu de Carreu, com a la serra de Carreu, com a l'antic poble de Carreu.
Com explica Joan Coromines, en la formació del topònim “Carreu” actua el nom preromà de la roca, karri, que dona també per un costat “Carrànima”, i per l'altre, tot de topònims de zones muntanyoses que tenen l'element quer-: Queralbs, Querol, el Querforadat, etcètera.
És un topònim documentat des del segle x, tot i que no es pot assegurar si el document on es troba l'esment de “Carreu” es refereix a aquest poble disseminat, o bé a la casa i església de Carreu del proper terme de Gavarra, actualment pertanyent al Coll de Nargó.

## Naixença i curs

### Terme municipal d'Abella de la Conca

El Riu de Carreu, respecte del terme d'Abella de la Conca

El riu de Carreu neix en un dels contraforts meridionals de la serra de Boumort, on aquesta serra enllaça amb la de Carreu. És, concretament, a uns 500 metres del coll de Llívia, a prop i al sud-oest de Cal Magí i també a prop i al nord-oest de Cal Reboller. Es pot considerar que el riu neix al límit dels termes municipals d'Abella de la Conca, del Pallars Jussà, i de Coll de Nargó, de l'Alt Urgell, aquest darrer a l'antic terme de Montanissell.
La primera part del seu curs davalla cap a la vall de Carreu, en direcció sud-oest, però de seguida emprèn la direcció oest, quan passa pel nord del coll de Llívia. De seguida rep les aigües de la Font de la Menta, i poc després arriba a Capdecarreu, la casa més enlairada de la vall de Carreu, on rep la primera llau de certa importància, la del Clot del Grau.
Al cap d'una mica passa per la Molina de Carreu, centre de l'antic poble del mateix nom del riu. Al cap d'un cert tram de recorregut, arriba a la zona de Cumó, on rep per la dreta l'afluència del barranc dels Cóms de Carreu. Cap a la meitat del territori de Cumó rep encara per la dreta el barranc del Clot de Moreu, i de seguida el riu de Carreu arriba al Forat de l'Infern, al sud mateix de la Casa Hortó i del Pla del Tro, on hi ha la Casa de Pla del Tro. Al cap de poc, arriba ran de la Font de la Malallau, on rep per la dreta el barranc de la Malallau. En aquest punt el riu de Carreu abandona el terme municipal d'Abella de la Conca per entrar en el de Conca de Dalt, en terres de l'antic terme d'Hortoneda de la Conca.

### Terme municipal de Conca de Dalt

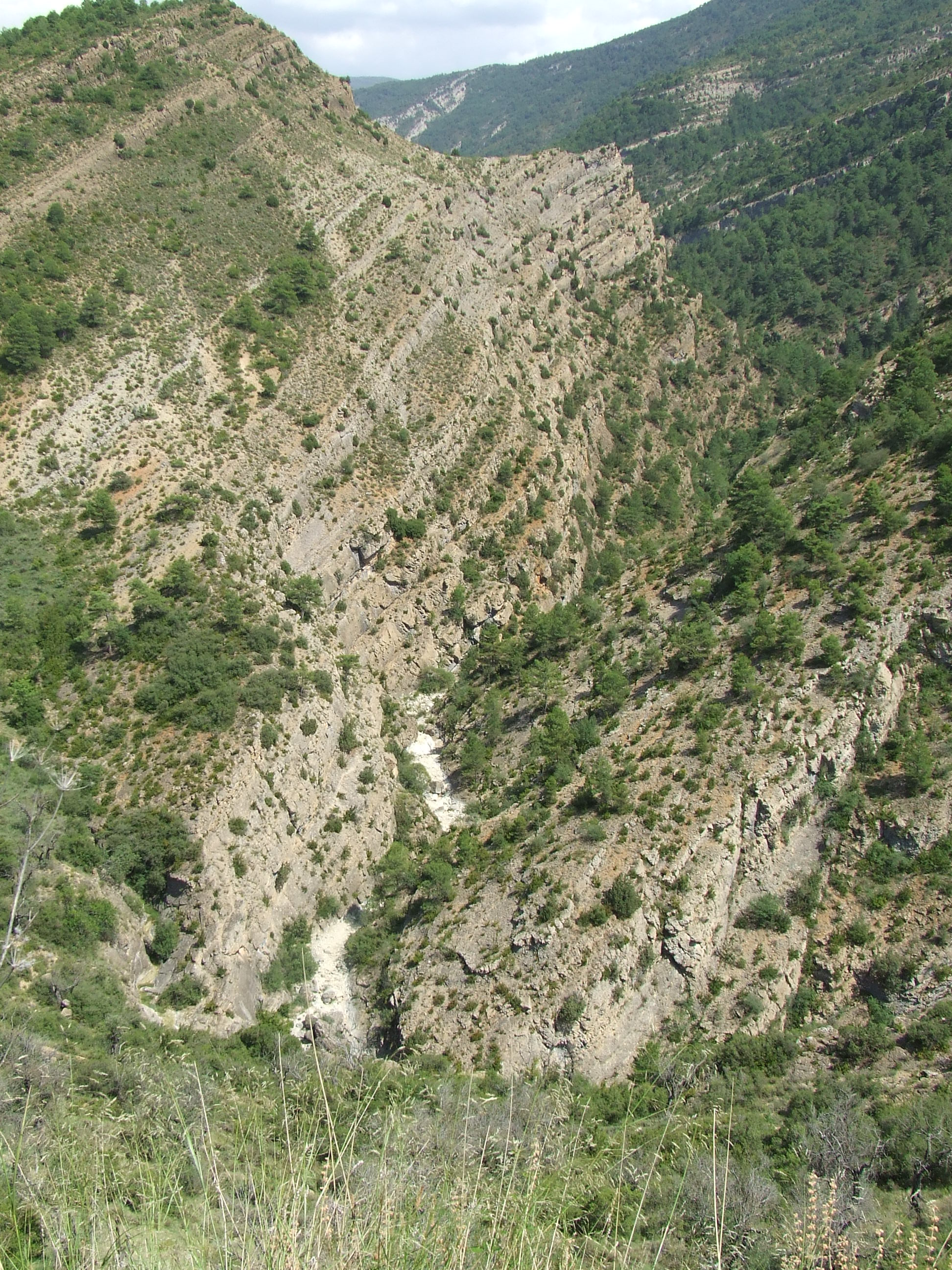
El riu de Carreu, al seu pas a ran del Canarill

A principi d'aquest tram, el riu passa per sota, i a migdia, de les serres que fan de contraforts al sud-est de la serra de Pessonada: serrat de la Malallau, serrat del Joquer i serrat de les Serretes. Rere d'aquests serrats, al nord del riu, es troba el poble d'Herba-savina. Troba la Font Freda, i al cap d'una mica més, sempre en direcció oest, arriba a lo Molinot, restes de l'antic molí d'Herba-savina.
Just en aquest lloc rep per la dreta la llau dels Bancals, que baixa des de llevant d'Herba-savina, i de seguida, ara per l'esquerra, hi arriba la llau d'Estobencs. Va deixant d'altres serrats al nord (serrat de Planers, serrat des Bigues), i hi arriben en poc tros, per l'esquerra la llau de Forat Roi i per la dreta, les llaus de Joncarlat i de Prat la Vall.
Poc després, i als peus del serrat de les Comelletes, que queda al nord, el riu de Carreu s'engorja, al Forat des Arts. Quan abandona l'engorjat, al Planell de les Bruixes, rep, seguides, la llau de les Comelletes i la de Bull-i-bull. En aquest lloc, el Mas de Vilanova, o Vilanoveta, queda just al nord-oest.
Es torna a engorjar, als peus del pla on era aquest antic poble, i durant un bon tros el riu discorre per terres molt abruptes i allunyades de tota mena de poblament. Troba la Font del Bullidor, i tot seguit rep, quasi juntes, per la dreta, la llau Gran i la llau de Cotura. Voreja el Canarill, que queda al nord, en un altre tram bastant engorjat anomenat les Valls, i tot seguit fa la volta, a bastant profunditat, al migdia d'Aramunt.
Just superat Aramunt Vell, discorre ran de les Eres i entra en un terreny pla que ja arriba a l'embassament de Sant Antoni. En el darrer tram deixa a l'esquerra la Font de la O i la Font Mentidera. Finalment, s'aboca en el pantà a prop del lloc on hi havia hagut el poble de Sant Miquel, desaparegut sota les aigües del pantà.